# Касіча
Касіча (рум. Casicea) — село у повіті Констанца в Румунії. Входить до складу комуни Амзача.
Село розташоване на відстані 180 км на схід від Бухареста, 37 км на південний захід від Констанци.

## Населення
За даними перепису населення 2002 року у селі проживали 432 особи.
Національний склад населення села:
| Національність | Кількість осіб | Відсоток |
| -------------- | -------------- | -------- |
| румуни         | 406            | 94,0%    |
| татари         | 18             | 4,2%     |
| турки          | 7              | 1,6%     |

Рідною мовою назвали:
| Мова      | Кількість осіб | Відсоток |
| --------- | -------------- | -------- |
| румунська | 405            | 93,8%    |
| татарська | 18             | 4,2%     |
| турецька  | 7              | 1,6%     |